# Пайетка

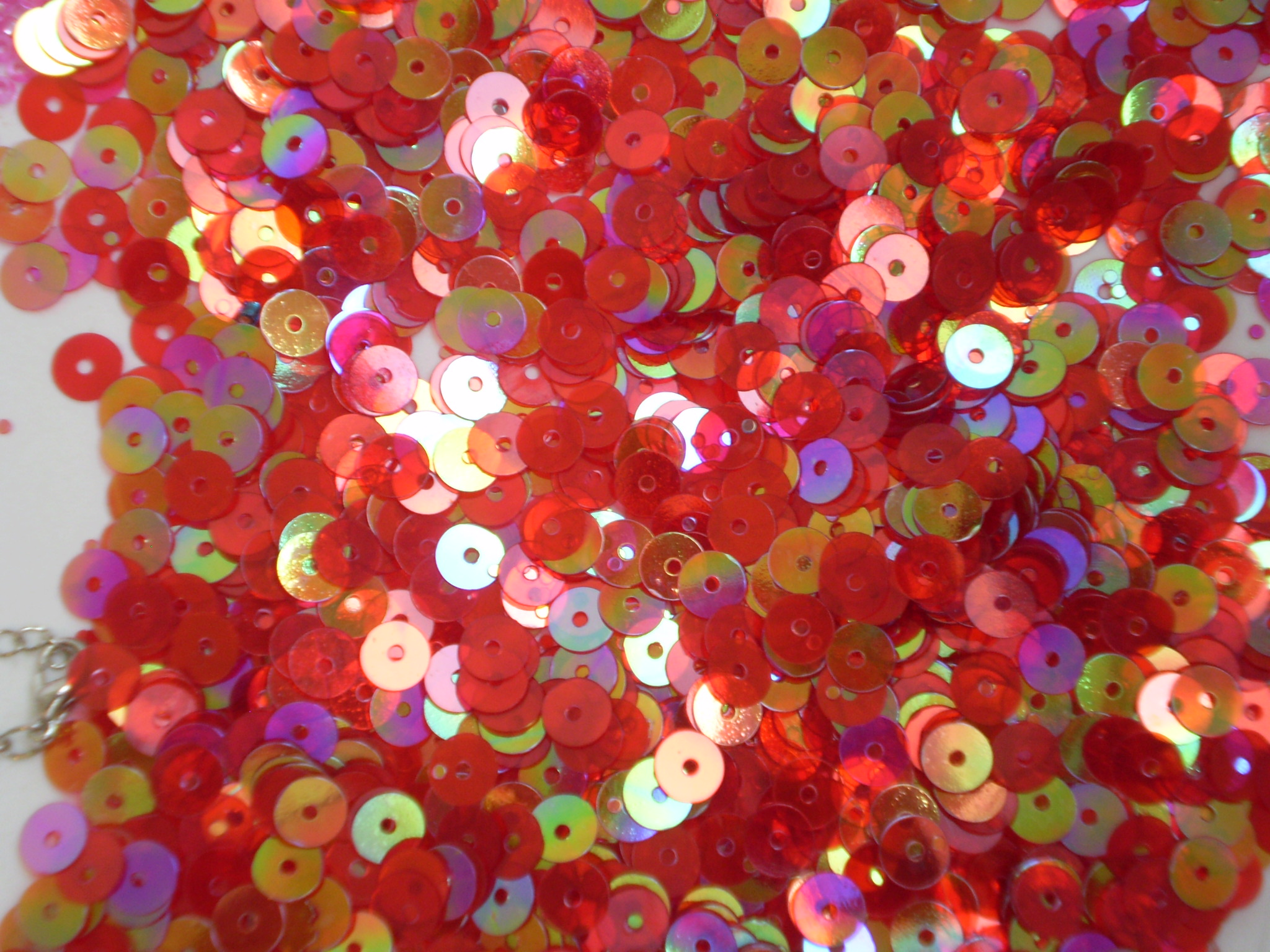
Россыпь «перламутровых» пайеток

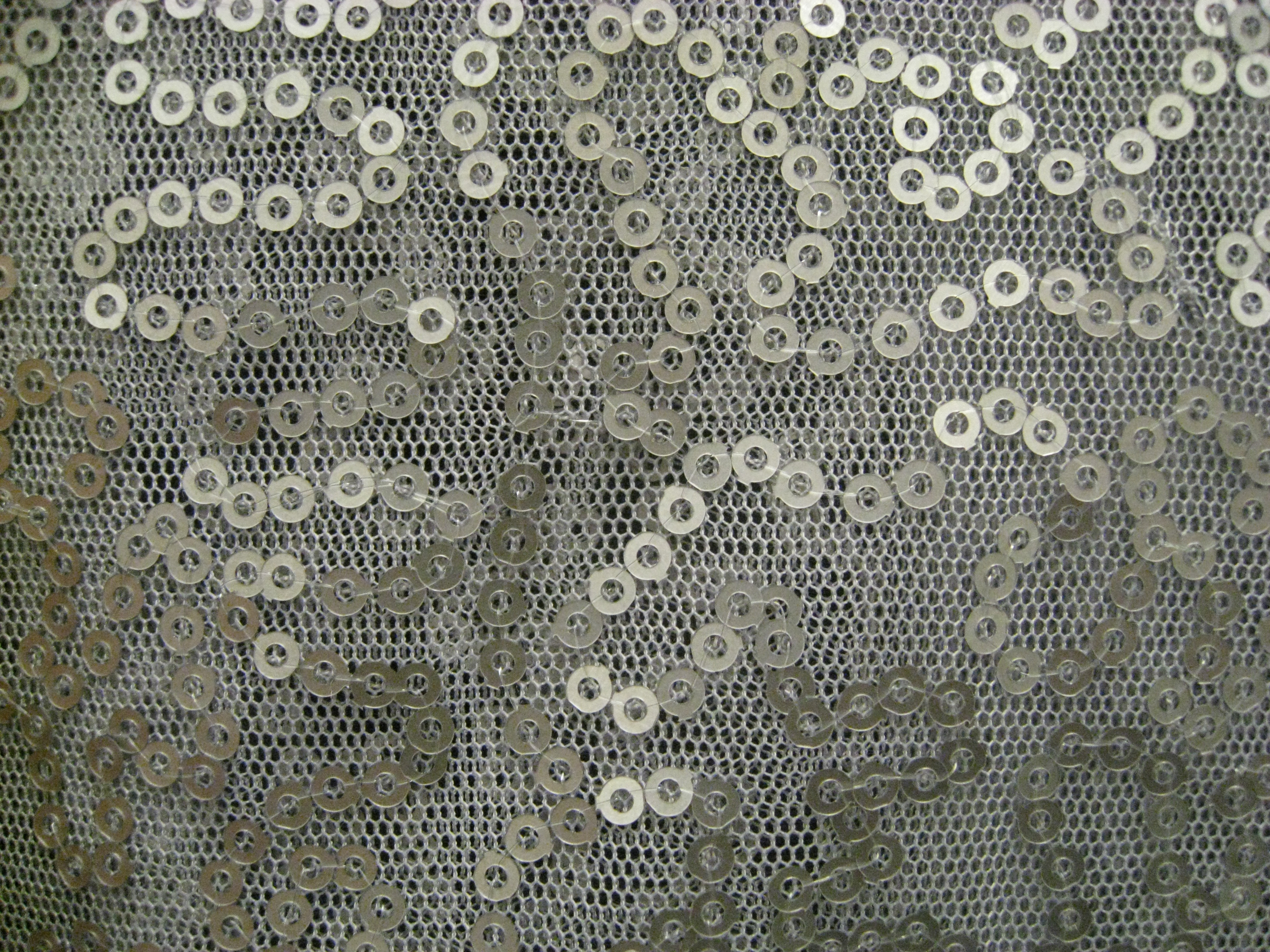
Вышивка по тюлю круглыми пайетками серебряного цвета

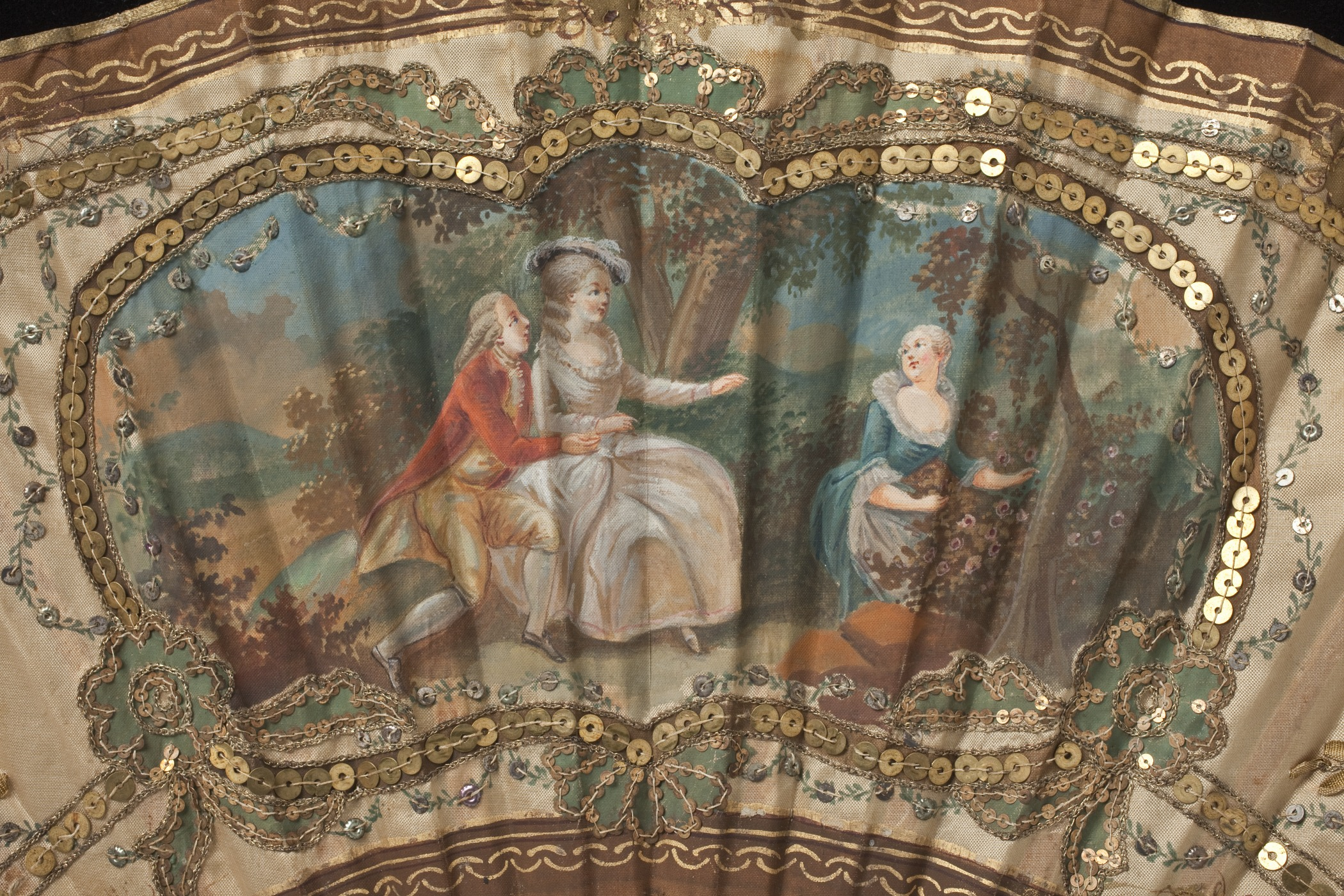
Цепочка золотых пайеток обрамляет картуш дамского веера из шёлка (Франция, ок. 1780).

Пайе́тка (фр. paillette «золотая песчинка, золотинка»), или же блёстка — мелкая плоская либо рельефная чешуйка из блестящего материала круглой или многогранной формы, имеющая отверстие для продевания нитки для крепления на ткани или другом материале. Может иметь самую различную окраску и иметь как блестящую, так и матовую поверхность.
Пайетки используются для вышивания наравне с нитками, бисером, жемчугом, стразами, стеклярусом и т. п., ими декорируются самые разные (прежде всего текстильные) изделия — одежда, обувь, аксессуары, а также занавеси, балдахины, экраны и прочие предметы. Они могут пришиваться как вручную, так и при помощи швейной машины. Чаще всего крепятся к ткани прямыми стежками, используя шов «вперед иголку» или же при помощи шва «петля». Могут пришиваться несколькими стежками, чтобы обеспечить их неподвижность на материале, а могут крепиться и одним, чтобы позволить пайеткам колебаться и «играть» на свету (у таких пайеток пробивное отверстие сдвинуто к краю).
Древний предшественник современных блёсток — круглые бляшки-монисты из тонкого листового металла. Они используются человечеством на протяжении уже как минимум 4,5 тысяч лет. Так, плоские кругляши из натурального золота с отверстиями для нашивки, найденные в Хараппе в долине реки Инд среди артефактов археологической культуры Кот-Диджи, датируются 2,5 тысячелетием до н. э.
Изначально блеск пайеток должен был дополнять мерцание золота, серебра и драгоценных камней или же имитировать его, поэтому ими украшалась праздничная и церемониальная одежда — придворные наряды, церковное облачение. В XX веке блёстками украшались вечерние платья и сценические костюмы — сверкание пайеток особенно заметно при сценическом освещении, в огнях софитов.
В конце XX века — начале XXI веков блёстками также стали украшать обычную, повседневную одежду — вязаные изделия, джинсы, футболки и т. д. В отличие от старинных, изготовлявшихся из тонкого листового металла, современные блёстки обычно делаются из пластика.

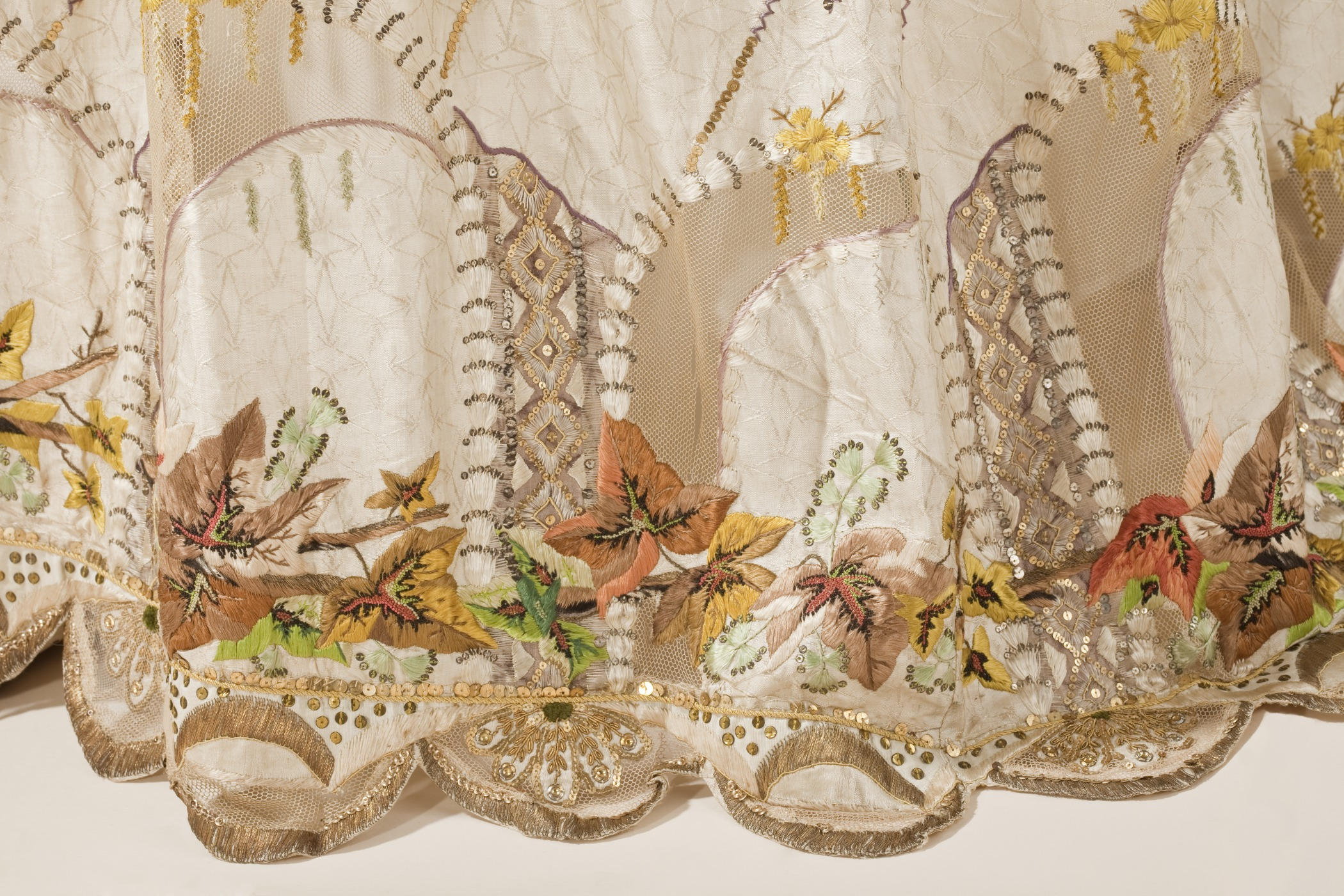
Подол женского платья из шёлка — вышивка гладью, дополненная пайетками золотого и серебряного цвета (Европа, 1785—1790).
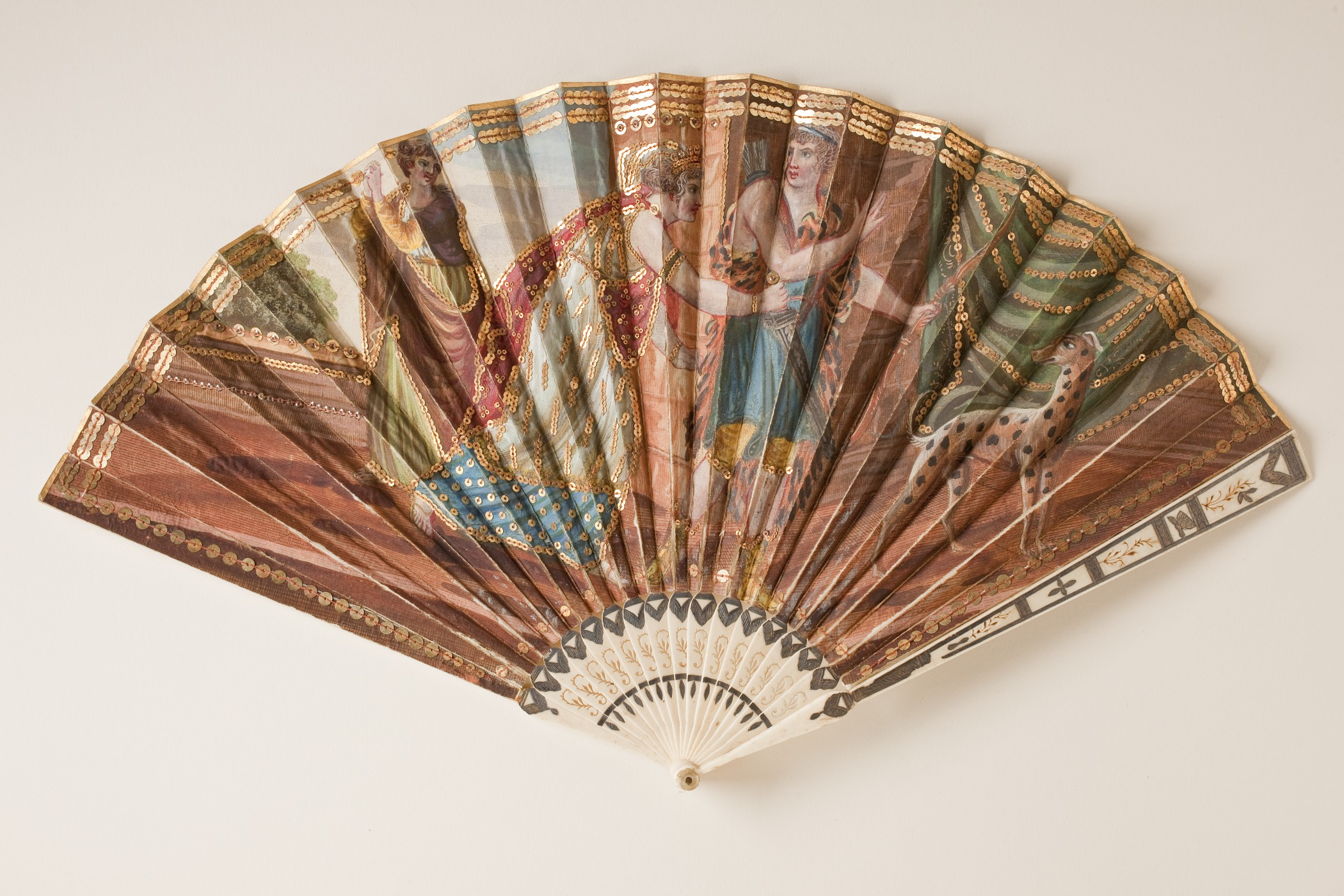
Бумажный веер «плие» — пайетками золотого цвета подчёркнуты контуры рисунка (Франция, ок. 1810).
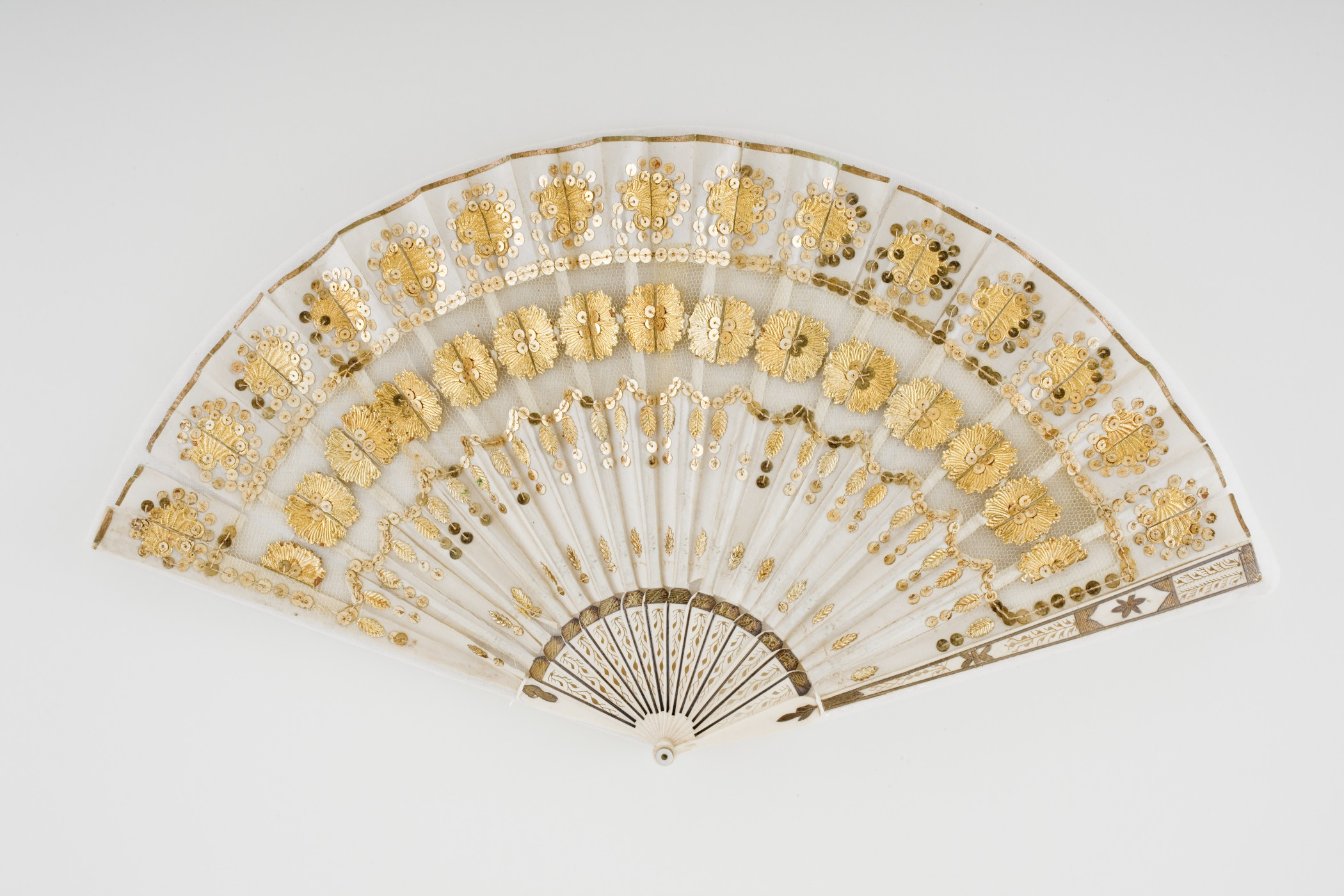
Веер «плие» — вышивка по тюлю золотыми пайетками различной формы (Португалия, ок. 1825).
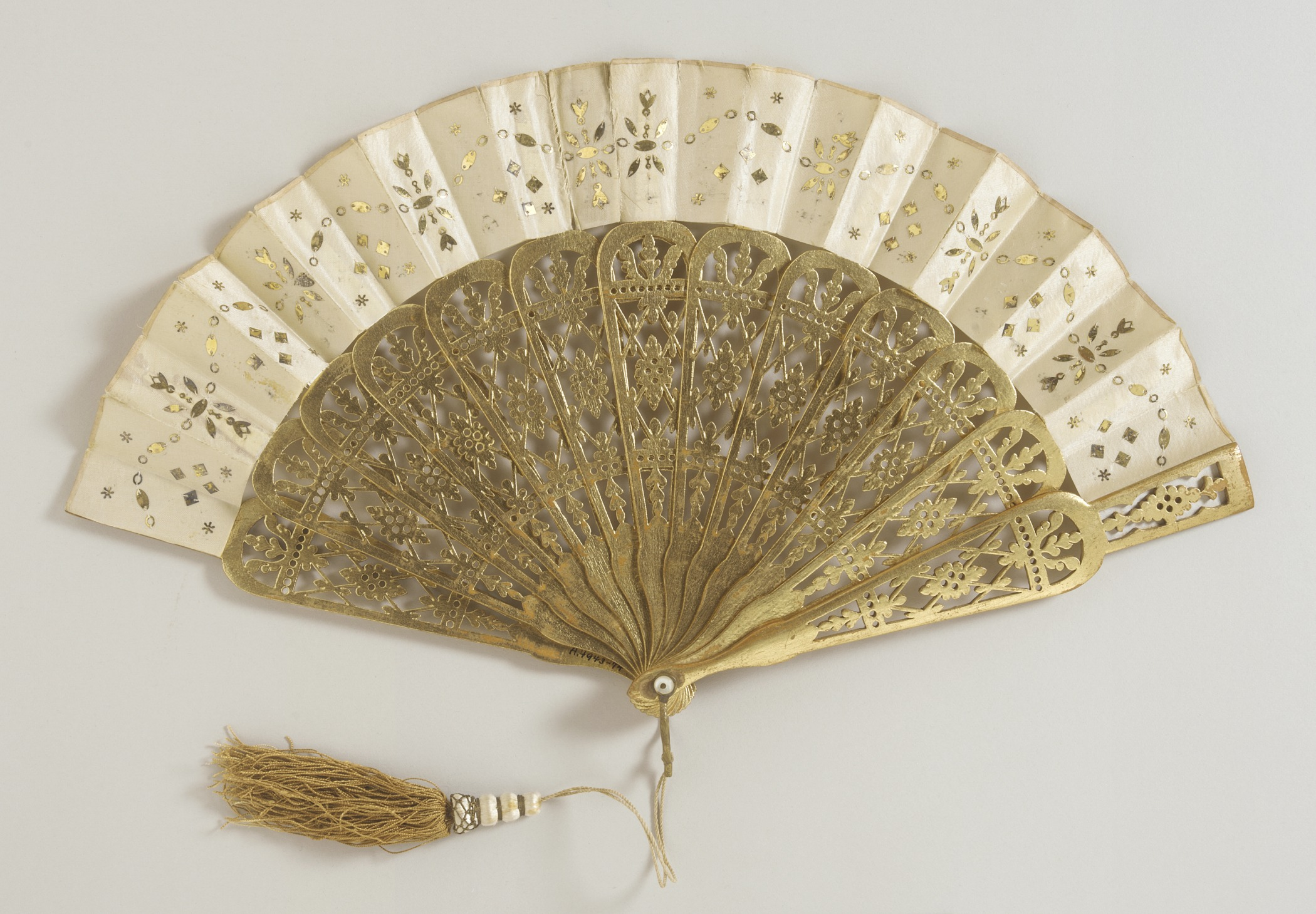
Бумажный веер «плие» — орнамент выложен золотыми пайетками различной формы (Франция, 1865—1870).
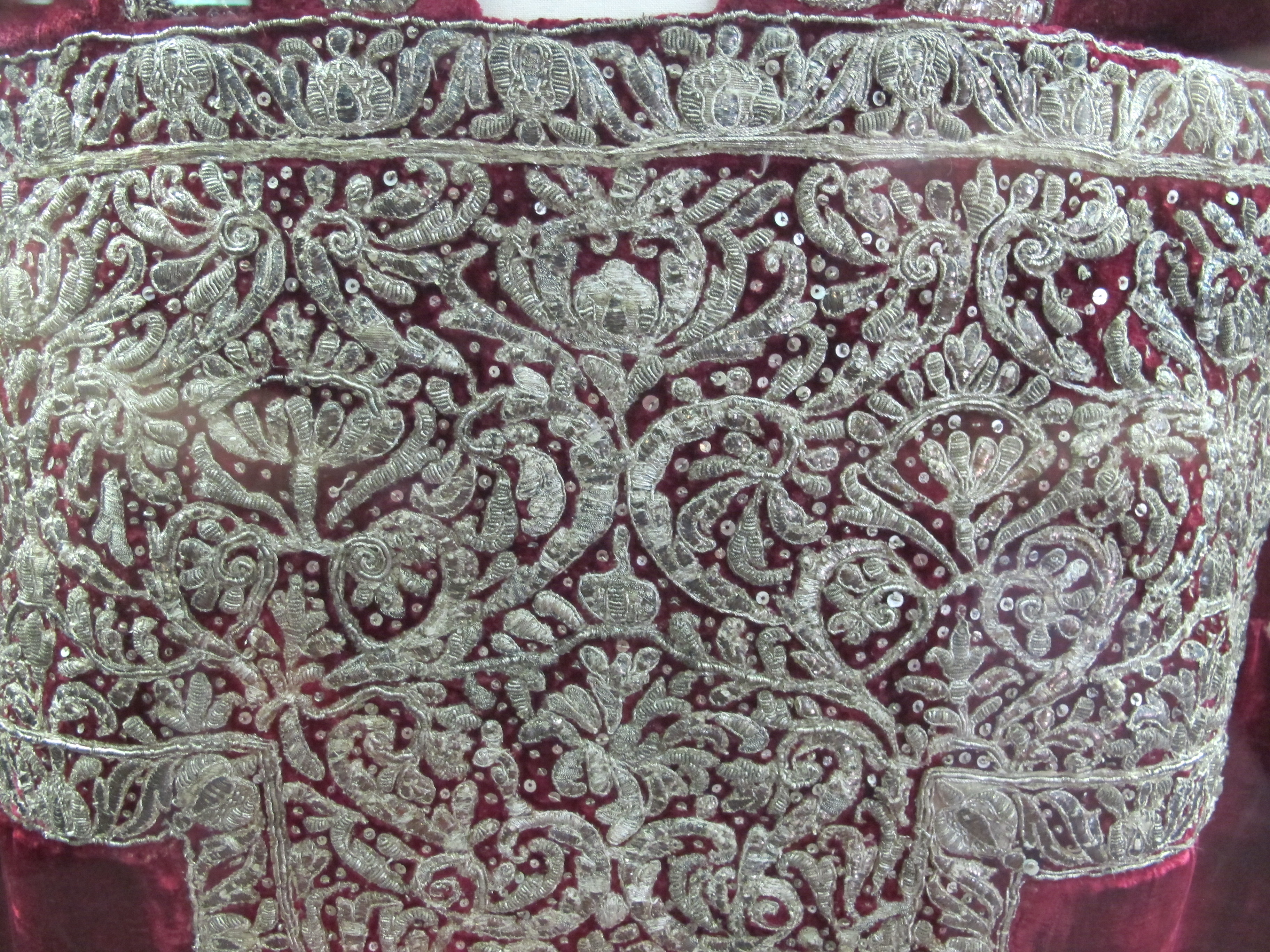
Фрагмент церковного облачения — вышивка серебряным шнуром и пайетками по бархату (Флоренция, 1656).
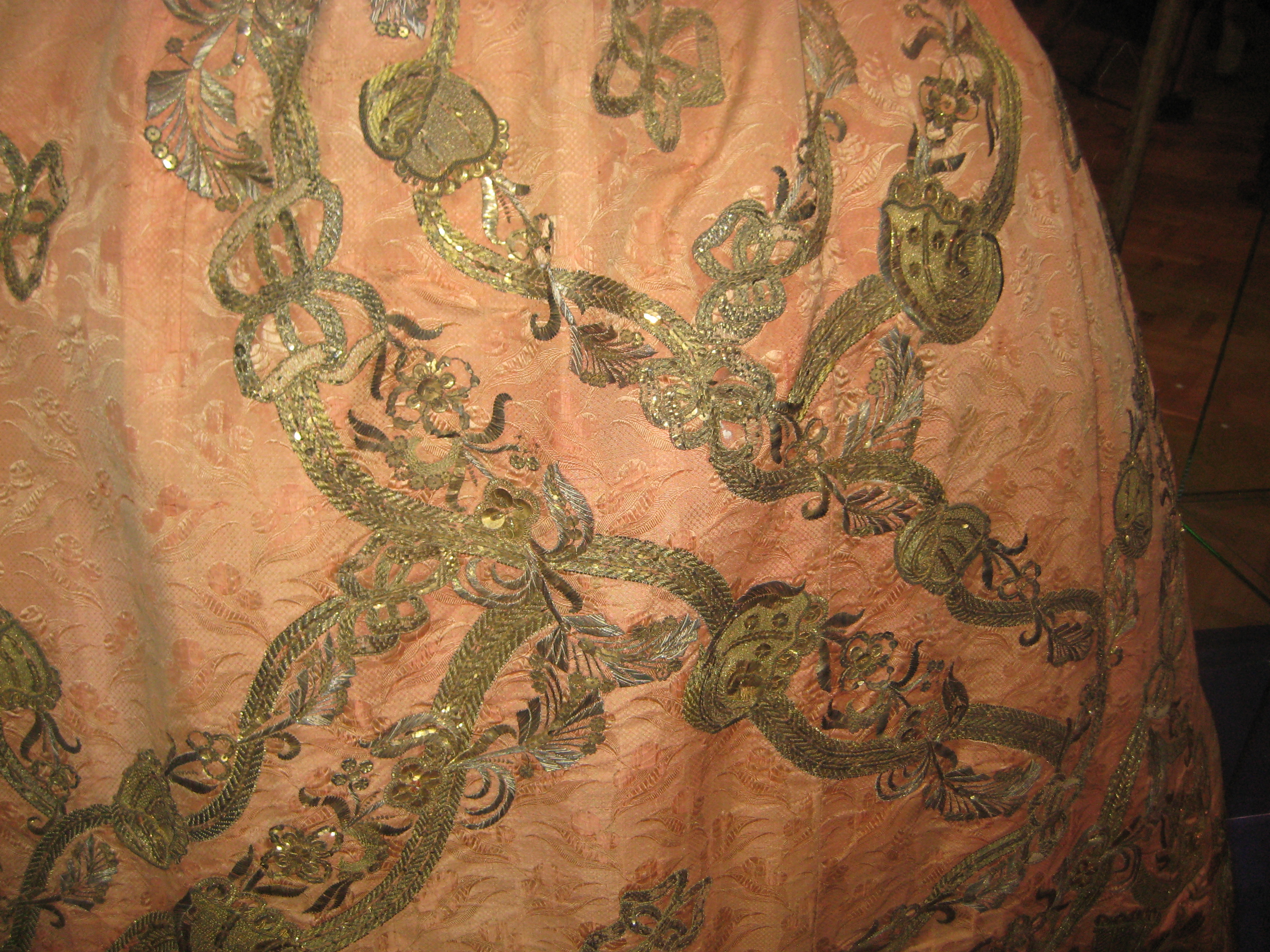
Реконструкция платья Елизаветы Петровны — вышивка по шёлку с использованием золотых пайеток разного размера (Франция, до 1761).
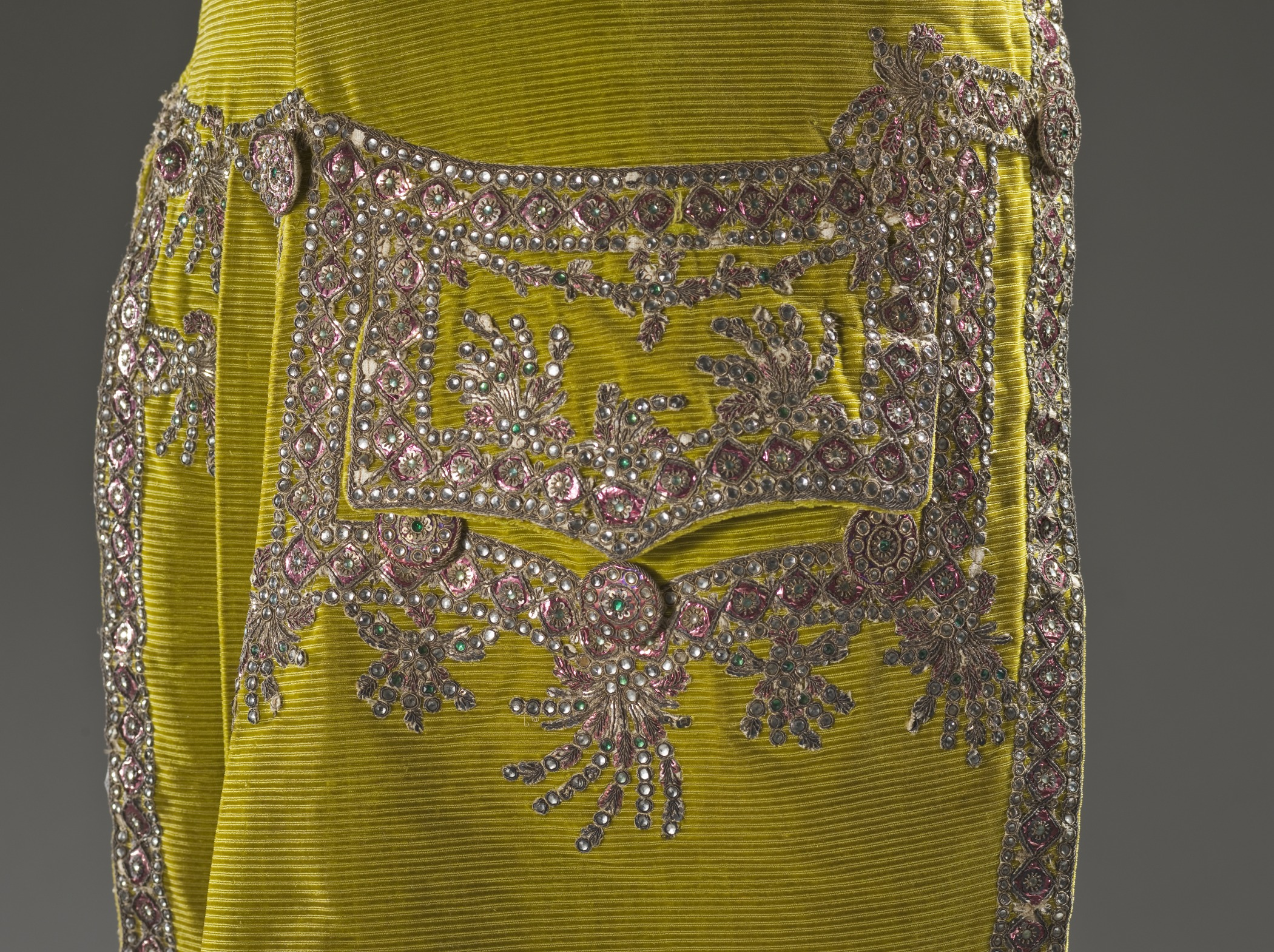
Карман мужского аби из шёлкового бархата — вышивка стразами, фольгой, витым шнуром и пайетками (Франция, 1780—1785).
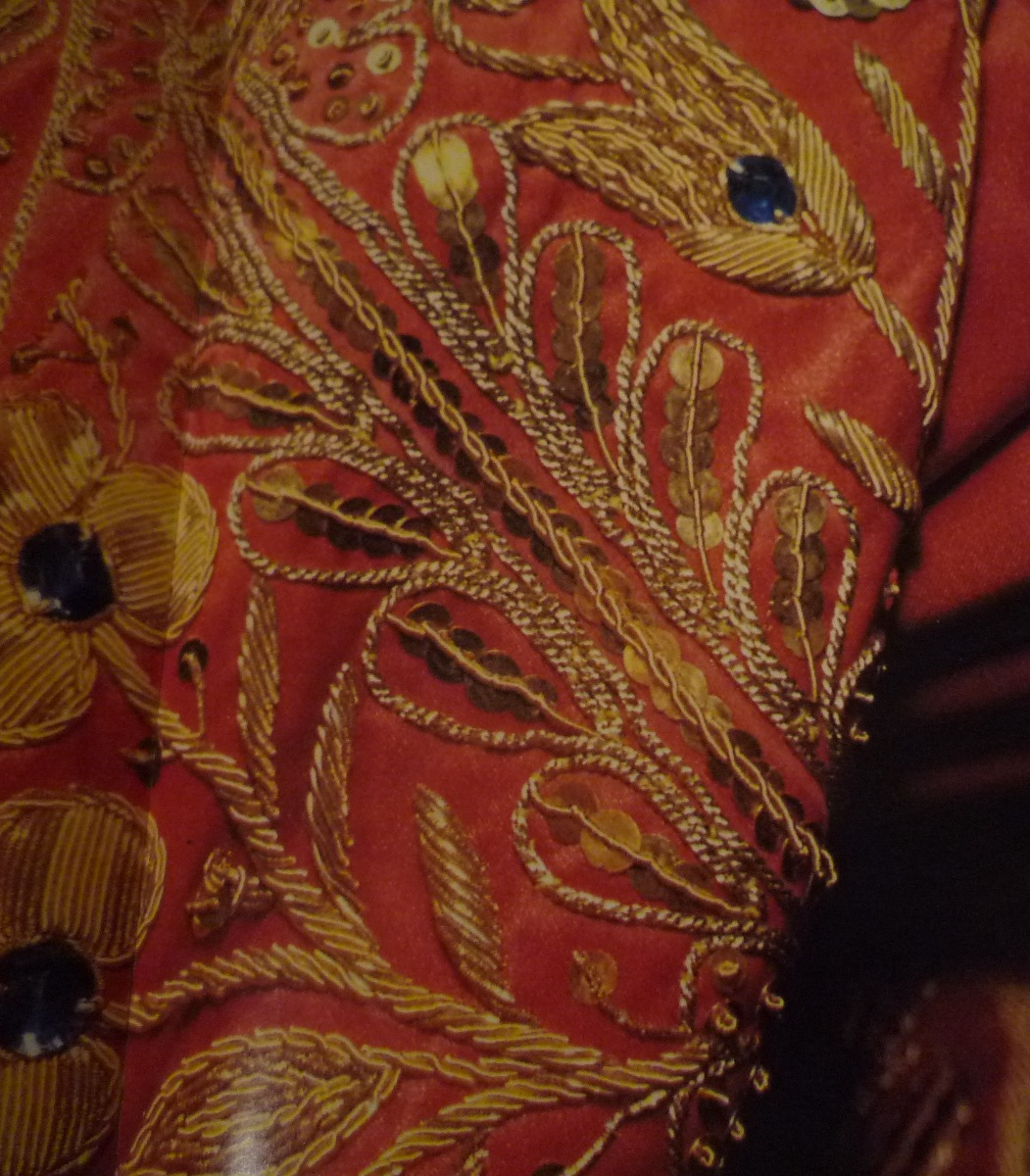
Вышивка витым шнуром и пайетками, деталь костюма матадора.